# Anna Fedorova
Pour les articles homonymes, voir Fiodorova.
Anna Fedorova (А́нна Бори́сівна Фе́дорова) est une pianiste ukrainienne de musique classique, née le 27 février 1990 à Kiev.

## Biographie
Anna Fedorova est née dans une famille de musiciens. Elle a commencé le piano à cinq ans, donné son premier récital à six, et sa première prestation nationale à sept ans avec l'Orchestre symphonique national d'Ukraine.
En 2001, elle est remarquée à Kiev par le pianiste-compositeur pédagogue Michel Sogny. Il l'invite alors, dans le cadre de la fondation SOS Talents à la Villa Schindler en Autriche et à Paris, à suivre des classes de maître (master class) sous sa direction. En 2003, elle participe au concert de gala de la fondation SOS Talents à l'Hôtel Marcel Dassault à Paris.
Elle a donné de nombreux concerts en Europe, Amérique, notamment au Concertgebouw d'Amsterdam, au Palacio de Bellas Artes à Mexico et au Teatro Colón de Buenos Aires.
Anna Fedorova a remporté 14 compétitions internationales, parmi lesquelles son premier prix au concours International Rubinstein in Memoriam en Pologne en 2009.
En 2008, elle est diplômée du Lysenko Musical College for Gifted Children. 
Elle a suivi ensuite l'enseignement de Norma Fisher au Royal College of Music à Londres ainsi que celui de Leonid Margarius à l'Accademia Pianistica Incontri col Maestro d'Imola.